# Cadeira Barcelona

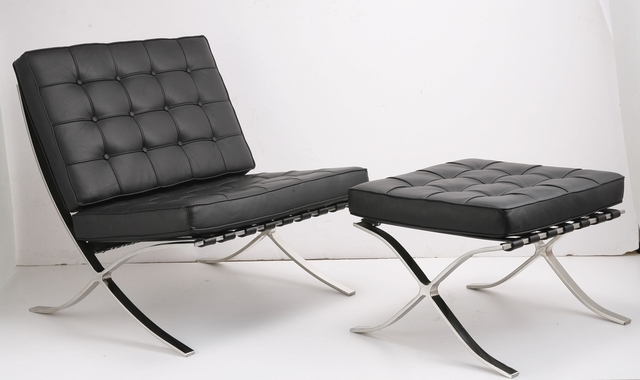
Cadeira Barcelona

A Cadeira Barcelona Foi projetada por Mies Van Der Rohe e Lilly Reich para o Pavilhão Alemão da Exposição Internacional de Barcelona de 1929. A peça é uma evolução da cadeira Wassily, pois os materias foram trocados por barra de aço e revestidas por cromo para dar mais flexibilidade, mecânica e uma sutileza na peça. Ela é composta por duas peças (encosto e apoio para pés). 
A Cadeira Barcelona foi projetada com alguns outros móveis completando o cenário de interiores para o pavilhão, composta por mesas, bancos e outros, contendo características de simplicidade intencional ao lidar com a matéria-prima, bem como o reconhecimento pela descoberta e design cosmopolita.

## História

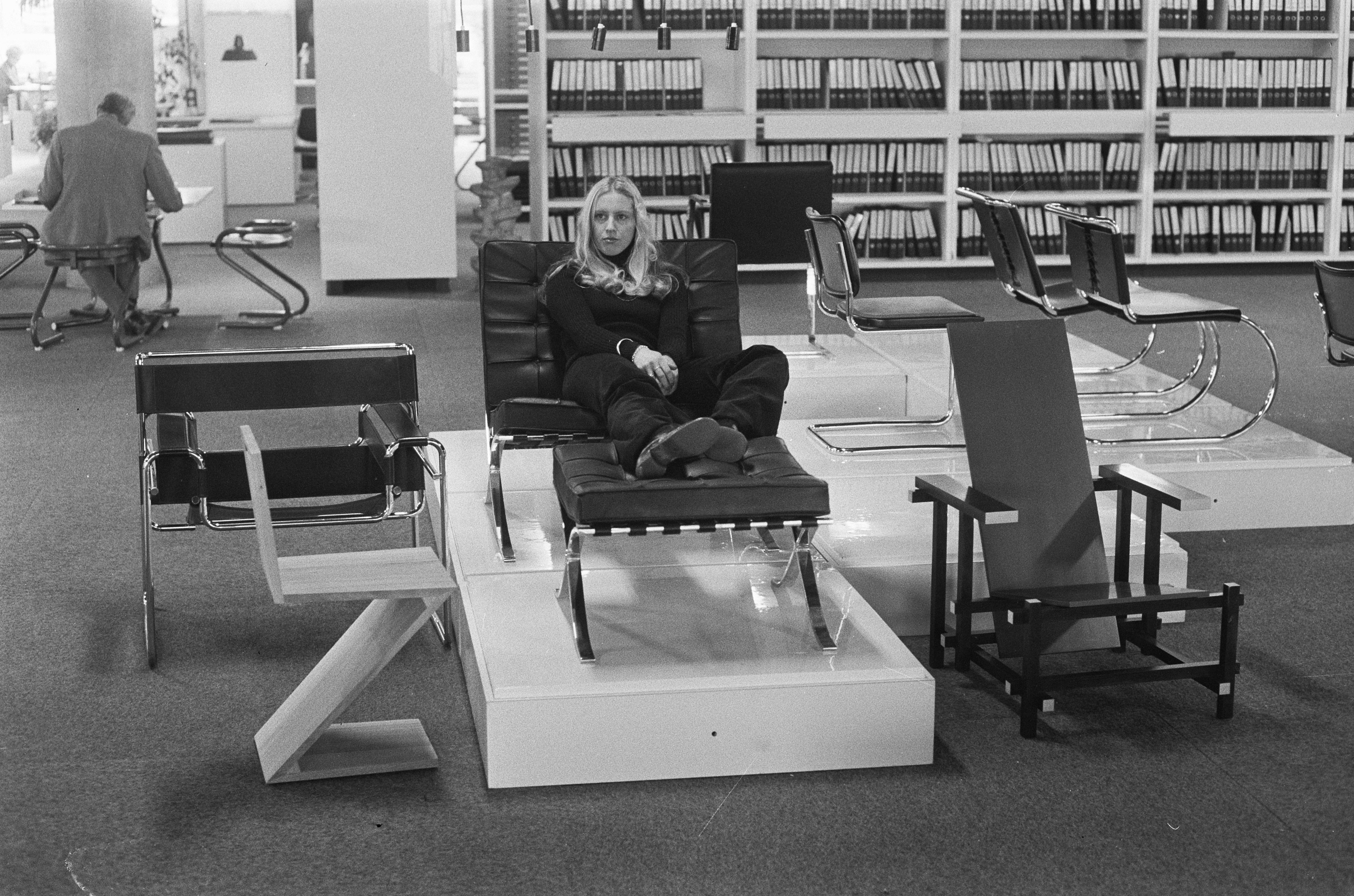
Móveis Barcelona

A Cadeira Barcelona foi pensada e projetada para o Rei e a Rainha da Espanha em um evento de abertura da exposição internacional em Barcelona, seu aspecto modernista conservava e trazia um status de poder, luxo e formalidade sendo desenhados e projetados para os tronos tradicionais. Duas barras de aço revestidas de cromo se cruzam para dar suporte ao espaldar e às pernas. O assento é de couro e espuma (poliuretano); a estrutura é leve e o desenho é simplificado.
O ano de 1929 foi um ano muito importante para Mies, visto que com a colaboração com a Lilly Reich onde ambos haviam feitos alguns projetos juntos nos anos anteriores.  Nesse mesmo ano foi assumido o comando da Exposição internacional em Barcelona e projetou o Pavilhão Alemão. Mies van der Rohe foi responsável não apenas pelo projeto do Pavilhão Alemão, mas também pelo design do móvel do espaço. Posteriormente, devido ao imenso sucesso da poltrona, surgiu a Coleção Barcelona, que agora inclui também puff, poltrona, mesa e sofá em Barcelona. Mies foi um dos pioneiros nos projetos de móveis feitos de aço tubular, onde teve uma grande produção em escala industrial, uma das normas de Bauhaus, onde o mesmo lecionava.

## O projeto
A criação da cadeira Barcelona por Mies van der Rohe teve como inspiração idealizar uma poltrona que transmitisse o conforto da realeza, com ênfase na exaltação monumental que marcasse presença e importância, ao mesmo tempo em que priorizava o extremo conforto e a simplicidade da solução. O conforto das cadeiras de Mies van der Rohe deriva da flexibilidade do aço, que se adapta ao peso do ocupante, moldando-se ao corpo daqueles que estão sentados.  
A cadeira Barcelona apresenta acabamento em couro ecológico ou natural, com diversas opções de cores, como preto, marrom, bege, branco, azul, vermelho, entre outras. Mies van der Rohe sempre buscava a excelência em cada detalhe, valorizando a beleza das formas e a precisão das proporções. Ele combinava esses princípios com o uso de materiais modernos para criar um efeito único de simplicidade, transmitindo extrema elegância e imponência. O resultado de sua abordagem criativa, onde menos é sempre mais, foi uma das cadeiras mais imitadas no mundo e, sem dúvida, uma das mais belas e confortáveis em que alguém já se sentou.
Mies Society relata que juntou o arquiteto usou materiais sofisticados para o projeto da exposição ter um espaço mais livre e com a combinação trouxe uma elegância moderna. Blake (1960) descreve minuciosamente o Pavilhão como “obra tangível do gênio”.
Yukio Futagawa, conhecido como a lente do modernismo, em seus últimos 50 anos o japonês viaja retratando diversas obras da arquitetura mundial. Futagawa afirma “Não existe arquiteto no mundo cujas obras sejam todas boas", o mesmo falou que visitou o apartamento de Mies Van Der Rohe achou Cadeira de Barcelona desconfortável e o Mies afirmou que o móvel, um dos mais cobiçados não é um dos seus melhores projetos.

## Ver mais
- Cadeira Wassily

- Pavilhão Alemão

- Bauhaus

## Ligações Externas
- Ludwig Mies Van der Rohe

- Lilly Reich